# Michal Chudík
Michal Chudík (29. září 1914 Polomka – 24. dubna 2005 Praha) byl slovenský a československý politik Komunistické strany Slovenska, poúnorový poslanec Národního shromáždění ČSR, Národního shromáždění ČSSR a Sněmovny lidu Federálního shromáždění, člen Sboru pověřenců (dlouholetý pověřenec zemědělství, předseda Slovenské národní rady, diplomat a spisovatel.

## Biografie
V roce 1931 studoval na Baťově škole mladých mužů ve Zlíně, roku 1937 absolvoval kurz Sboru finanční stráže v Bratislavě. V letech 1930–1934 působil v dělnických profesích na různých místech, v letech 1934–1936 sloužil v československé armádě. Od roku 1937 do roku 1946 pak byl členem Sboru finanční stráže v Bratislavě a na dalších místech Slovenska.
V roce 1951 absolvoval Vysokou politickou školu ÚV KSČ v Praze. Zastával významné funkce ve slovenské i celostátní komunistické straně. V letech 1946–1968 se uvádí jako člen Ústředního výboru Komunistické strany Slovenska (už na schůzi ÚV KSS v červnu 1948 měl například hlavní referát o situaci v zásobování venkova). V letech 1957–1968 působil navíc jako člen předsednictva KSS (respektive byra KSS). XI. sjezd KSČ ho také zvolil za člena Ústředního výboru Komunistické strany Československa. Ve funkci ho potvrdil XII. sjezd KSČ a XIII. sjezd KSČ. Od března 1964 do dubna 1968 byl také členem předsednictva ÚV KSČ.
Na základě výsledků parlamentních voleb roku 1946 byl zvolen do Slovenské národní rady. Opětovně byl do SNR zvolen ve volbách roku 1948. Po volbách roku 1954 byl zvolen do Národního shromáždění za KSS ve volebním obvodu Zlaté Moravce. Mandát nabyl až dodatečně v dubnu 1958 jako náhradník poté, co zemřel poslanec Marek Čulen. V parlamentu setrval až do konce funkčního období, tedy do voleb v roce 1960.
Ve volbách roku 1960 byl zvolen do Slovenské národní rady.
Znovu se v celostátním nejvyšším zákonodárném sboru objevil po volbách v roce 1964 (nyní již jako poslanec Národního shromáždění ČSSR za Středoslovenský kraj). V Národním shromáždění zasedal až do konce jeho funkčního období v roce 1968.
V letech 1948–1949 byl pověřencem pro výživu a zásobování a v letech 1955–1963 pověřencem zemědělství (v období let 1955 –1956 navíc místopředsedou Sboru pověřenců). Od roku 1949 do roku 1955 zastával post předsedy Krajského národního výboru v Košicích. V letech 1963–1968 pak působil jako předseda Slovenské národní rady. Jeho nástup do čela SNR byl součástí širší výměny kádrů poté, co odešel z vrcholných funkcí Viliam Široký. Coby předseda slovenského parlamentního sboru byl ex officio též členem československé vlády (vláda Jozefa Lenárta) s titulem Ministr - předseda SNR. Zároveň byl v období 1946–1954 a 1960–1971 poslancem Slovenské národní rady. V roce 1964 mu byl udělen Řád republiky.
V roce 1960 se podílel na dojednávání nové ústavy ČSSR, která omezovala pravomoce slovenských orgánů. Na plénu ÚV KSČ prezentoval názory na ústavu. Patřil mezi stoupence Antonína Novotného a centralistického pojetí česko-slovenských vztahů. V roce 1964 na pokyn Novotného zamezil tomu, aby byl Gustáv Husák, významný slovenský komunistický politik, právě se po věznění v politických procesech navracející do veřejného života, navržen Národní frontou za kandidáta do voleb do Národního shromáždění v roce 1964. Ještě v prosinci 1967, krátce před Novotného sesazením z funkce prvního tajemníka ÚV KSČ, byl Chudík jeho spojenecem a jako jediný z předsednictva ÚV KSS podpořil Novotného záměr odvolat Alexandera Dubčeka z čela slovenské komunistické strany. Po Novotného odchodu čelil Chudík na Slovensku kritice v rámci počínajícího reformního procesu. Ještě v lednu 1968 se zároveň snažil brzdit tendence v Slovenské národní radě k otevření otázky státoprávního uspořádání Československa. V únoru 1968 byl za to podroben kritice na zasedání předsednictva SNR. V březnu 1968 pak Chudík zaslal SNR svou rezignaci na předsednický post. Rezignační dopis ovšem nebyl přijat a místo toho ho SNR sama odvolala z funkce.
Jeho kariéra pokračovala i po invazi vojsk Varšavské smlouvy do Československa za nastupující normalizace. Po federalizaci Československa usedl roku 1969 za KSS do Sněmovny lidu Federálního shromáždění (volební obvod Poltár), kde setrval do konce volebního období, tedy do voleb v roce 1971. Výrazněji již do politického života ovšem nepromlouval. Historik Jan Rychlík ho vnímá jako ukázku životních a politických osudů stoupenců Antonína Novotného po roce 1969. Většina jich zůstala již jen na úrovni řadových členů KSČ nebo na nižších úrovních státní správy. V letech 1968–1971 byl Chudík ředitelem státního majetku ve Vrakúni. Pak působil v diplomacii. V letech 1971–1976 jako velvyslanec ČSSR v Bulharsku a v letech 1976–1979 coby československý velvyslanec na Kubě a v Guayaně. Od roku 1979 žil na penzi v Praze.
Zabýval se též publicistikou a literární tvorbou. Od 40. let 20. století mu byly uveřejňovány první povídky. Jeho knižní prvotinou byla kniha Tatranskí orli (1946). Napsal soubor povídek Mária (1977) a romány Polomy (1984), Hámornícky chlieb (1988) a Žeravé dedičstvo (1991). Je rovněž autorem povídek z lesnického prostředí Hora znova dýcha životom (1985). Napsal dokonce i knihy pro děti Silvestrovská fujavica (1978) a Nezbedníci (1984).